# Oddernes
Oddernes é um ex-município em Vest-Agder na Noruega. Ele se localiza no atual município de Kristiansand e abrangia aldeias como Flekkerøy, Vågsbygd, Lund, Slettheia, Strai, Mosby Justvik e Ålefjær.

## O Nome
O município, que originalmente era uma freguesia, tinha esse nome devido a antiga fazenda de Oddernæs (em norueguês antigo: Otruness). O primeiro elementos do nome deriva de sua posição ao longo do rio Otra e nes significa península, ou seja, a península ao longo do rio Otra.

## História
A freguesia de Oddernæs foi instituida como município em 1 de Janeiro de 1838. Segundo censo de 1835, o município tinha uma população de 2373 pessoas. Em 31 de Dezembro de 1893, a área de Randesund foi separada de Oddernes para formar uma novo município. A divisão deixou Oddernes com 3076 habitantes.
Em 1 de Julho de 1921, a área de Lund foi transferida de Oddernes para Kristiansand, constituíndo um novo burgo. Em 1 de Janeiro de 1965, o restante de Oddernes foi incorporado a Kristiansand juntamente com os municípios vizinhos de Randesund e Tveit. Antes dessa fusão, Oddernes tinha uma população de 18668 habitantes.